# Audrey Lamy
Pour les articles homonymes, voir Lamy.
Audrey Lamy, née le 19 janvier 1981 à Alès (Gard), est une actrice et humoriste française.
Elle est la sœur d'Alexandra Lamy.

## Biographie

### Carrière

#### Débuts
En 2003, Audrey Lamy intègre le Conservatoire National Supérieur d'Art Dramatique où elle rencontre Cédric Klapish qui joue un rôle essentiel au début de sa carrière. À la sortie de l'école, elle fait ses premiers pas dans différentes pièces. En 2005, elle fait une apparition auprès de sa sœur Alexandra Lamy dans la comédie Brice de Nice.

#### Révélation comique (2008-2011)

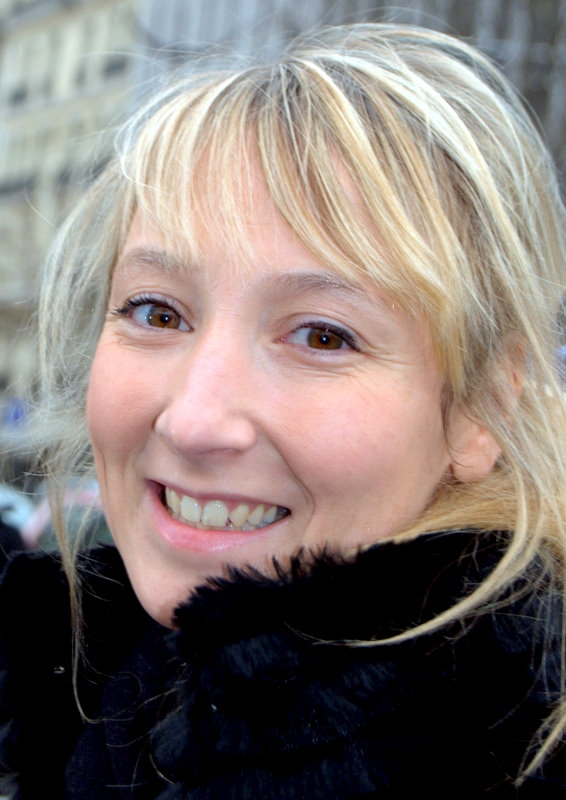
L'actrice au déjeuner des nommés des César du cinéma 2011, pour Tout ce qui brille.

En 2008, elle joue dans le film Paris, de Cédric Klapisch. Le cinéaste est en effet venu animer un atelier de direction d'acteurs entre les étudiants du conservatoire et ceux de La Fémis, et lui confie un petit rôle. Deux ans plus tard, elle tient un petit rôle dans la comédie L'Arnacœur de Pascal Chaumeil.
Mais c'est à la télévision qu'elle commence à se faire connaître en 2009, en formant avec Loup-Denis Elion l'un des couples de la short-com à succès quotidienne Scènes de ménages, diffusée par M6.
L'année 2010 la révèle au grand public grâce à un second rôle de banlieusarde énervée dans la comédie Tout ce qui brille, co-réalisée par Géraldine Nakache et Hervé Mimran. Sa performance lui vaut en 2011, une nomination au César du meilleur espoir féminin.
En 2011, elle est à l'affiche de quatre films, pour des petits rôles : dans la comédie dramatique Ma part du gâteau, de Cédric Klapisch, La Croisière, de Pascale Pouzadoux, Les Adoptés, de Mélanie Laurent et enfin Polisse, de Maïwenn, où elle livre une performance dramatique saisissante en une seule scène. Du 14 au 31 décembre de la même année, elle joue son one-woman-show Dernière avant Vegas à la Cigale à Paris. Elle reçoit cette fois une nomination au Molière du jeune talent féminin.

#### Progression (2012-2017)

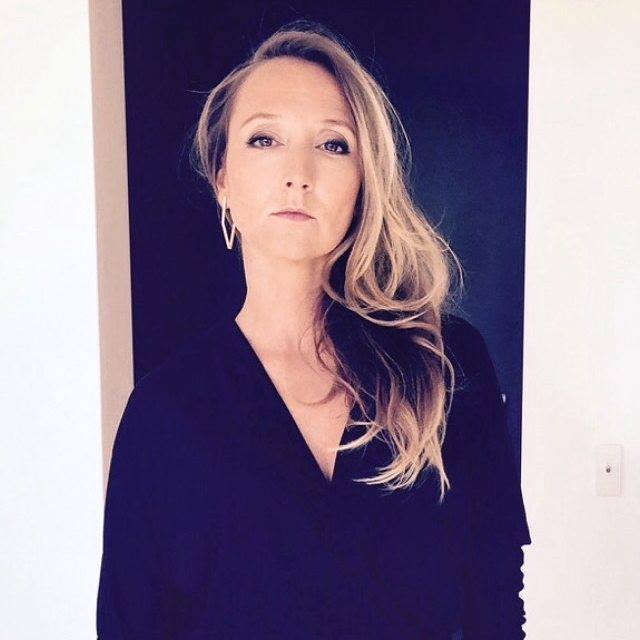
L'actrice à l'avant-première de Les Nouvelles Aventures d'Aladin, en octobre 2015.

En 2012 elle joue dans le film Plan de table, aux côtés de Elsa Zylberstein et Franck Dubosc, Pauline détective, où elle joue la sœur de l'héroïne incarnée par Sandrine Kiberlain.
Elle reprend son one-woman-show à l'Olympia, du 18 au 20 avril 2013. La même année, elle est la voix française de Lucy Wilde dans le film à succès Moi, moche et méchant 2, ayant atteint plus de 4,5 millions d'entrées en France.
En 2014, elle revient au drame pour un second rôle dans la grosse production La Belle et la Bête, de Christophe Gans, puis en étant au casting de la comédie dramatique Les Souvenirs, de Jean-Paul Rouve.
En 2015, elle est à l'affiche de trois comédies populaires : Le Talent de mes amis d'Alex Lutz, Qui c'est les plus forts ? de Charlotte de Turckheim et Les Nouvelles Aventures d'Aladin d'Arthur Benzaquen, aux côtés de Kev Adams. Elle tient aussi le premier rôle féminin d'un film dramatique porté par Manu Payet, Tout pour être heureux.
En 2017, elle tient de nouveau un premier rôle féminin, dans la comédie Coexister, où elle seconde un quatuor de valeurs comiques masculines : Fabrice Éboué, Ramzy Bedia, Guillaume de Tonquédec et Jonathan Cohen.
La même année, elle revient au drame pour un second rôle dans le film à petit budget Simon et Théodore, de Mikael Buch. Elle fait également une apparition dans la série comique Catherine et Liliane, l'un des deux personnages étant interprété par son metteur en scène au théâtre et du Talent de Mes Amis, Alex Lutz.
Le 26 juin de la même année, sur le plateau de l'émission Quotidien, elle annonce son départ de la série Scènes de ménages diffusée sur M6. Elle va désormais se consacrer au cinéma.

#### Tête d'affiche (depuis 2018)
En juillet 2018 elle est pour la première fois tête d'affiche d'un film, la comédie Ma reum, de Frédéric Quiring. Puis à la fin de l'année, avec Corinne Masiero et Noémie Lvovsky, elle mène la comédie dramatique sociale Les Invisibles, de Louis-Julien Petit.Le long-métrage, qui raconte le quotidien des femmes SDF en France, fédère au box-office.
En mars 2019, elle prend part à un autre trio de femmes "oubliées" de la société française : dans la comédie noire Rebelles, elle a pour partenaires Cécile de France et Yolande Moreau.

#### Retour au cinéma (depuis 2021)
Après une pause d'un an, elle revient au cinéma dans le rôle de la maman du Petit Nicolas dans Le trésor du Petit Nicolas, réalisé par Julien Rappeneau qui sort le 20 octobre 2021. Un rôle qu'elle décrit comme « une femme moderne, avec ses trouilles, ses complexes, sa peur de ne pas être à la hauteur ». Puis, le 23 mars 2022, sort une comédie sociale, dans la lignée des Invisibles, La Brigade, réalisé par Louis-Julien Petit où elle donne la réplique, à François Cluzet.
En parallèle, elle revient aussi à la télévision dans un téléfilm parodique intitulé La Vengeance au triple galop écrite et réalisé par Alex Lutz et Arthur Sanigou. Enfin, en 2022, elle joue son propre rôle dans la série de Florence Foresti, Désordres.
En 2023, elle fait partie du casting d'Astérix et Obélix : l'Empire du Milieu réalisé par Guillaume Canet, dans lequel elle joue le rôle de la femme du chef du village, Bonemine, succédant à Florence Foresti qui lui prêtait sa voix dans les deux films d'Alexandre Astier.
En 2024, elle fait partie des acteurs du film La Bonne Étoile de Pascal Elbé.

## Vie privée

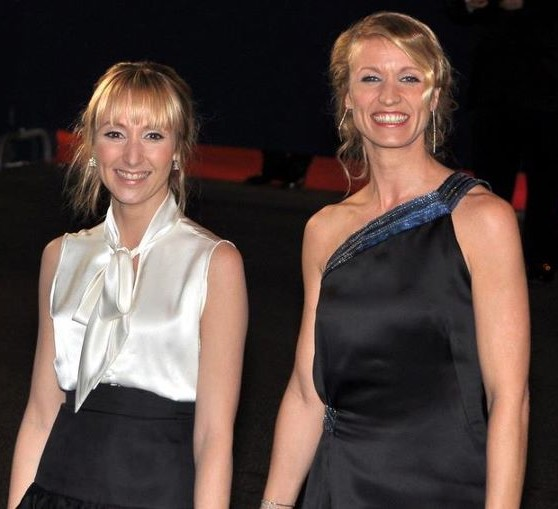
L'actrice en 2012 à la des César, aux côtés de sa grande sœur, Alexandra Lamy.

Audrey Lamy est la sœur cadette de la comédienne Alexandra Lamy et la cousine de l'homme politique François Lamy.
Depuis 2008, Audrey est en couple avec Thomas Sabatier, un entrepreneur français. Ensemble, ils ont un fils prénommé Léo (né le 24 juin 2016),,. En novembre 2019, Audrey confirme qu'elle attend son deuxième enfant. Le 13 février 2020, dans un communiqué à l'Agence France Presse, l'entourage proche d'Audrey Lamy a tenu à faire savoir que la comédienne et son compagnon, qui attendaient leur deuxième enfant, ont perdu leur bébé. La comédienne est devenue mère d'une petite fille prénommée Alma durant l'été 2021.

## Filmographie

### Cinéma
- 2005 : Au suivant ! de Jeanne Biras : une comédienne passant un essai
- 2005 : Brice de Nice de James Huth : une figurante dans la banque
- 2008 : Paris de Cédric Klapisch : une employée de Rungis
- 2010 : L'Arnacœur de Pascal Chaumeil : l'agent de police
- 2010 : Tout ce qui brille de Géraldine Nakache et Hervé Mimran : Carole
- 2011 : Ma part du gâteau de Cédric Klapisch : Josy, la sœur de France
- 2011 : La Croisière de Pascale Pouzadoux : Jenny candidate de la soirée karaoké
- 2011 : Polisse de Maïwenn : la mère indigne
- 2011 : Les Adoptés de Mélanie Laurent : Clémence
- 2012 : Plan de table de Christelle Raynal : Marjorie
- 2012 : Pauline détective de Marc Fitoussi : Jeanne Fayard
- 2014 : La Belle et la Bête de Christophe Gans : Anne
- 2014 : Les Souvenirs de Jean-Paul Rouve : Directrice maison de retraite
- 2015 : Le Talent de mes amis d'Alex Lutz : Audrey
- 2015 : Qui c'est les plus forts ? de Charlotte de Turckheim : Céline
- 2015 : Les Nouvelles Aventures d'Aladin d'Arthur Benzaquen : Rababa
- 2016 : Tout pour être heureux de Cyril Gelblat : Alice
- 2017 : Coexister de Fabrice Éboué : Sabrina
- 2017 : Simon et Théodore de Mikael Buch : Edith
- 2018 : Ma reum de Frédéric Quiring : Fanny
- 2018 : Les Invisibles de Louis-Julien Petit : Audrey
- 2018 : Nicky Larson et le Parfum de Cupidon de Philippe Lacheau : la femme de Gilbert
- 2019 : Rebelles d'Allan Mauduit : Marilyn
- 2021 : Le Trésor du Petit Nicolas de Julien Rappeneau : Maman
- 2022 : La Brigade de Louis-Julien Petit : Cathy
- 2023 : Astérix et Obélix : L'Empire du Milieu de Guillaume Canet : Bonemine
- 2024 : Heureux Gagnants de Maxime Govare et Romain Choay : Louise
- 2024 : En tongs au pied de l'Himalaya de John Wax : Pauline
- Prévu pour 2025 : La Bonne étoile de Pascal Elbé[6]

### Télévision

#### Téléfilms
- 2004 : Milady de Josée Dayan
- 2014 : Ce soir je vais tuer l'assassin de mon fils de Pierre Aknine : Christine Tessier
- 2021 : La Vengeance au triple galop d'Alex Lutz : Stéphanie Harper

#### Séries télévisées
- 2002 : Un gars, une fille : la femme du patron d'Alex
- 2008 : Temps mort : Alex
- 2008 : Palizzi (saison 2, ép. 43 : Jamais sans mon Dany)
- 2009 - 2019 : Scènes de ménages : Marion (saisons 1 à 10 - 1 716 épisodes)
- 2013 - 2014 : WorkinGirls : Stéphanie (saisons 2 et 3)
- 2022 : Désordres : elle-même
- 2023 : Killer Coaster de Nikola Lange : Yvanne (série Prime Vidéo)
- 2024 : LOL : qui rit, sort ! (saison 4) sur Amazon Prime : participation
- 2024-2025 : Le Monde magique de Jérôme Commandeur : Jezabel Balnaky

## Doublage

### Cinéma

#### Films
- Natalia Tena dans :
  - Harry Potter et l'Ordre du phénix (2007) : Nymphadora Tonks
  - Harry Potter et le Prince de sang-mêlé (2009) : Nymphadora Tonks
  - Harry Potter et les Reliques de la Mort, partie 1 (2010) : Nymphadora Tonks
  - Harry Potter et les Reliques de la Mort, partie 2 (2011) : Nymphadora Tonks
- 2006 : Les Infiltrés : Madolyn (Vera Farmiga)
- 2007 : Boulevard de la mort : Pam (Rose McGowan)
- 2007 : It's a Free World! : Angie (Kierston Wareing)
- 2007 : Halloween : Lynda Van Der Clok (Kristina Klebe)
- 2007 : Dans la vallée d'Elah : Angie (Zoe Kazan)
- 2009 : Toy Boy : Samantha (Anne Heche)
- 2009 : Fleur du désert : Marylin (Sally Hawkins)

#### Films d'animation
- 2006 : Cendrillon et le Prince (pas trop) charmant : la belle fille no 1
- 2012 : Cendrillon au Far West : Melody
- 2013 : Moi, moche et méchant 2 : Lucy Wilde[14]
- 2014 : Planes 2 : Lil' Dipper[15]
- 2016 : Angry Birds, le film : Matilda[16]
- 2017 : Moi, moche et méchant 3 : Lucy Wilde[14]
- 2021 : Ainbo, princesse d'Amazonie : Ainbo
- 2023 : Ninja Turtles: Teenage Years : Cynthia Utrom[16],[17]
- 2024 : Moi, moche et méchant 4 : Lucy Wilde[14]

### Télévision

#### Série d'animation
- 2009-2012 : Gorg et Lala : Lala (création de voix)

## Théâtre
- 2007 : La Cagnotte de Eugène Labiche, mise en scène de Laurence Andreini[18]
- 2007 : Meurtres de la princesse juive d'Armando Llamas, mise en scène de Philippe Adrien, Théâtre de la Tempête[19]

## Spectacles
- 2009 : Dernières avant Vegas, mise en scène d'Alex Lutz, au théâtre le Temple à Paris
- 2010 : Dernières avant Vegas, mise en scène d'Alex Lutz, à la Comédie de Paris à Paris
- 2011 : Dernières avant Vegas, mise en scène d'Alex Lutz, au Palais des Glaces de Paris
- 2011 : Dernières avant Vegas, mise en scène d'Alex Lutz, à La Cigale de Paris (28,29 mai et du 14 au 31 décembre)
- 2013 : Dernières avant Vegas, mise en scène d'Alex Lutz, à l'Olympia de Paris (18 au 20 avril)
- 2013 : Dernières avant Vegas, mise en scène d'Alex Lutz, au Teatre Arteria Paral.lel à Barcelone (24 mai 2013)
- 2011-2014 : Dernières avant Vegas, mise en scène d'Alex Lutz. Tournées à travers la France, le spectacle a eu 104 représentations.

## Vidéo
- 2010 : Made in Jamel : Manon

## Distinctions

### Récompenses
- Globe de Cristal 2011 : Meilleur one-man-show pour Dernière avant Vegas
- Festival des Hérault du Cinéma 2011 : Prix du public
- Grand Prix des séries 2012 (RTL / Télé 2 semaines) : Meilleure actrice française pour Scènes de ménages
- Festival International du Film de Comédie de l'Alpes d'Huez 2022 : Prix d'interprétation féminine pour La Brigade[20]

### Nominations
- Césars 2011 : nomination au César du meilleur espoir féminin pour Tout ce qui brille
- Molières 2011 : nomination au Molière du jeune talent féminin pour Dernières avant Vegas